# Хараре
Хараре (до 1982 року — Солсбері) — столиця та найбільше місто Зімбабве. Площа — 960,6 км2, населення — 1 606 000 жителів (2009), населення метрополії — 2 800 000 жителів (2006). Розташоване на північному сході Зімбабве в регіоні Машоналенд. Хараре є метрополійною провінцією, що також охоплює муніципалітети Читунґвіза й Епворт. Місто лежить на плато на висоті 1 483 метри над рівнем моря; клімат — субтропічний високогірний.
Місто було засноване 1890 року Піонерською колоною — малим військовим загоном Британської Південно-Африканської компанії та назване Форт Солсбері на честь британського прем'єр-міністра лорда Солсбері. Керівники компанії демаркували місто та здійнснювали управління в ньому аж до появи відповідального уряду в Південній Родезії 1923 року. Відтоді в Солсбері були розташовані урядові структури Південної Родезії (а відтак — Родезії), а з 1953 по 1963 рік місто було столицею Південно-Африканської федерації. Назва Солсбері зберігалась до 1982 року, коли місто було перейменоване на Хараре в другу річницю незалежності Зімбабве.

## Історія

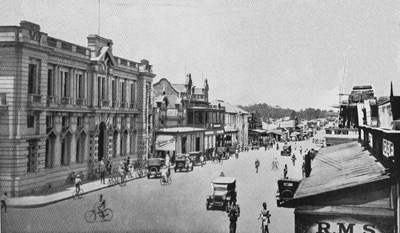
Солсбері в 1930 році.

Загін, спрямований Британською Південно-Африканською компанією, заснував місто 12 вересня 1890 року як військову базу під назвою Форт Солсбері, на честь лорда Солсбері — прем'єр-міністра Великої Британії. Поселення розвивалося в основному як торговий центр на шляху до Бейру (порт в Мозамбіку). Форт Солсбері був оголошений муніципалітетом в 1897 році, і отримав статус міста в 1935.
Солсбері був столицею Федерації Родезії та Ньясаленду з 1953 по 1963 рік. Після проголошення урядом Яна Сміта 11 листопада 1965 року незалежності від Великої Британії місто стало столицею Південної Родезії. В результаті війни в Південній Родезії 18 квітня 1980 року режим білої меншості упав і Солсбері в 1982 році був перейменований в Хараре, став столицею Республіки Зімбабве.
Режим Роберта Мугабе і економічна криза кінця 1990-х років спричинили катастрофічні наслідки для економіки та інфраструктури міста. Високий рівень безробіття та злочинності. За винятком кількох кварталів у центрі міста вивіз сміття та ремонт доріг не здійснюються, зруйновані централізовані системи водо- та електропостачання, не працює каналізація. У 2005 році уряд провів операцію з виселення і руйнування нетрів; ця акція була засуджена ООН.

## Клімат
Клімат Хараре — субтропічний високогірний, у зв'язку з висотою над рівнем моря в 1490 метрів. Погода в Хараре має три виражених підсезони: сезон дощів (листопад-квітень), прохолодний сухий сезон (травень-серпень), коли зрідка можливі навіть заморозки, і жаркий сухий сезон (вересень-жовтень). Середньорічна температура +18 °C, середня температура найхолоднішого місяця (липня) +14 °C, найтеплішим місяцем є листопад, середня температура якого +22 °C.
| Клімат Хараре (1961–1990, екстремуми з 1897 року) | Клімат Хараре (1961–1990, екстремуми з 1897 року) | Клімат Хараре (1961–1990, екстремуми з 1897 року) | Клімат Хараре (1961–1990, екстремуми з 1897 року) | Клімат Хараре (1961–1990, екстремуми з 1897 року) | Клімат Хараре (1961–1990, екстремуми з 1897 року) | Клімат Хараре (1961–1990, екстремуми з 1897 року) | Клімат Хараре (1961–1990, екстремуми з 1897 року) | Клімат Хараре (1961–1990, екстремуми з 1897 року) | Клімат Хараре (1961–1990, екстремуми з 1897 року) | Клімат Хараре (1961–1990, екстремуми з 1897 року) | Клімат Хараре (1961–1990, екстремуми з 1897 року) | Клімат Хараре (1961–1990, екстремуми з 1897 року) | Клімат Хараре (1961–1990, екстремуми з 1897 року) |
| Показник | Січ.                                              | Лют.                                              | Бер.                                              | Квіт.                                             | Трав.                                             | Черв.                                             | Лип.                                              | Серп.                                             | Вер.                                              | Жовт.                                             | Лист.                                             | Груд.                                             | Рік                                               |
| Абсолютний максимум, °C | 33,9                                              | 35,0                                              | 32,3                                              | 32,0                                              | 30,0                                              | 27,7                                              | 28,8                                              | 31,0                                              | 35,0                                              | 36,7                                              | 35,3                                              | 33,5                                              | 36,7                                              |
| Середній максимум, °C | 26,2                                              | 26,0                                              | 26,2                                              | 25,6                                              | 23,8                                              | 21,8                                              | 21,6                                              | 24,1                                              | 28,4                                              | 28,8                                              | 27,6                                              | 26,3                                              | 25,5                                              |
| Середня температура, °C | 21,0                                              | 20,7                                              | 20,3                                              | 18,8                                              | 16,1                                              | 13,7                                              | 13,4                                              | 15,5                                              | 18,6                                              | 20,8                                              | 21,2                                              | 20,9                                              | 18,4                                              |
| Середній мінімум, °C | 15,8                                              | 15,7                                              | 14,5                                              | 12,5                                              | 9,3                                               | 6,8                                               | 6,5                                               | 8,5                                               | 11,7                                              | 14,5                                              | 15,5                                              | 15,8                                              | 12,3                                              |
| Абсолютний мінімум, °C | 9,6                                               | 8,0                                               | 7,5                                               | 4,7                                               | 2,8                                               | 0,1                                               | 0,1                                               | 1,1                                               | 4,1                                               | 5,1                                               | 6,1                                               | 10,0                                              | 0,1                                               |
| Середня кількість сонячних годин на місяць | 217,0                                             | 190,4                                             | 232,5                                             | 249,0                                             | 269,7                                             | 264,0                                             | 279,0                                             | 300,7                                             | 294,0                                             | 285,2                                             | 231,0                                             | 198,4                                             | 3010,9                                            |
| Норма опадів, мм | 190.8                                             | 176.3                                             | 99.1                                              | 37.2                                              | 7.4                                               | 1.8                                               | 2.3                                               | 2.9                                               | 6.5                                               | 40.4                                              | 93.2                                              | 182.7                                             | 840.6                                             |
| Днів з опадами | 17                                                | 14                                                | 10                                                | 5                                                 | 2                                                 | 1                                                 | 0                                                 | 1                                                 | 1                                                 | 5                                                 | 10                                                | 16                                                | 82                                                |
| Вологість повітря, % | 76                                                | 77                                                | 72                                                | 67                                                | 62                                                | 60                                                | 55                                                | 50                                                | 45                                                | 48                                                | 63                                                | 73                                                | 62                                                |
| --- | ------------------------------------------------- | ------------------------------------------------- | ------------------------------------------------- | ------------------------------------------------- | ------------------------------------------------- | ------------------------------------------------- | ------------------------------------------------- | ------------------------------------------------- | ------------------------------------------------- | ------------------------------------------------- | ------------------------------------------------- | ------------------------------------------------- | ------------------------------------------------- |
| Джерело: Harare Zimbabwe / World Weather Information Service Harare Kutsaga / National Oceanic and Atmospheric Administration Klimatafel von Harare-Kutsaga (Salisbury) / Deutscher Wetterdienst Station Harare / Meteo Climat |                                                   |                                                   |                                                   |                                                   |                                                   |                                                   |                                                   |                                                   |                                                   |                                                   |                                                   |                                                   |                                                   |

## Економіка
Хараре — основний фінансовий, комерційний і комунікаційний центр Зімбабве, а також центр торгівлі тютюну, кукурудзи, бавовни та цитрусових. Іншими важливим сектором економіки є виробництво — зокрема текстилю, сталі та хімікатів, а також видобуток золота.

## Цікаві факти
У 2011 році серед 140 інших великих міст світу був визнаний найгіршим щодо придатності проживання, за версією авторів дослідження з журналу The Economist, в місті постійні проблеми з питною водою, електропостачанням, медичним обслуговуванням, транспортом, телефонним зв'язком та доступом в Інтернет.

## Галерея

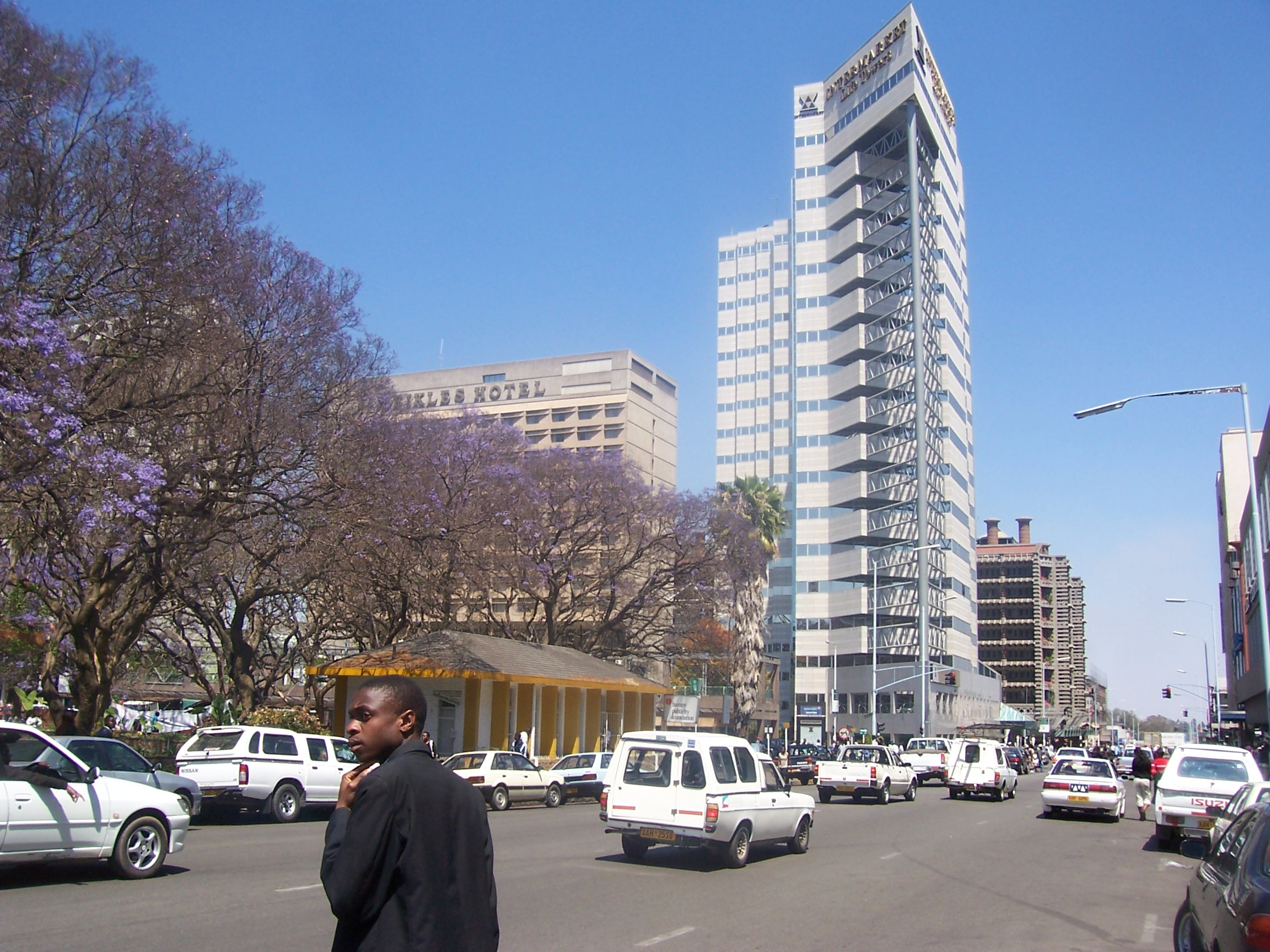
Вулиця Сема Нуйоми
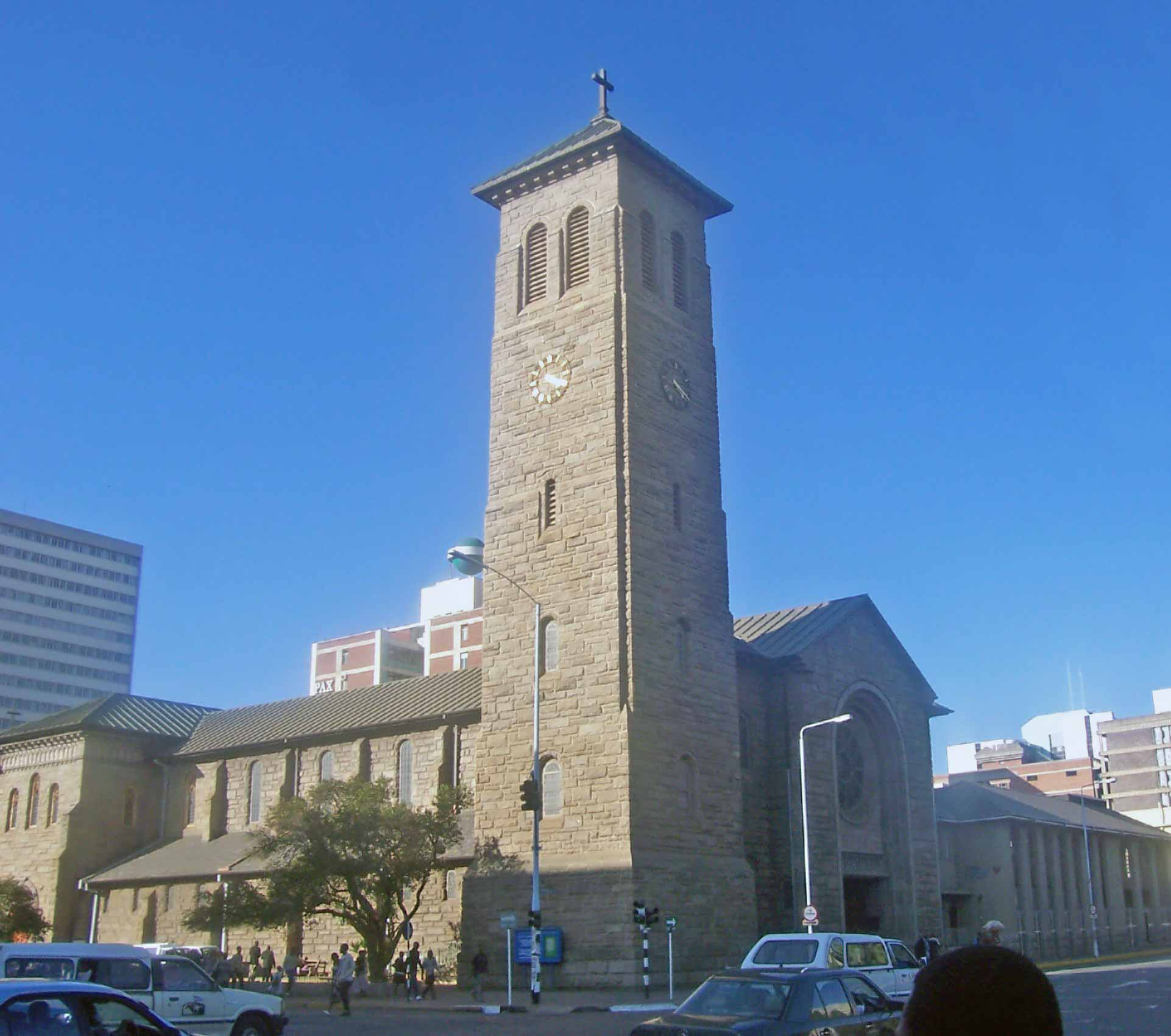
Англіканський собор Святої Марії та всіх святих
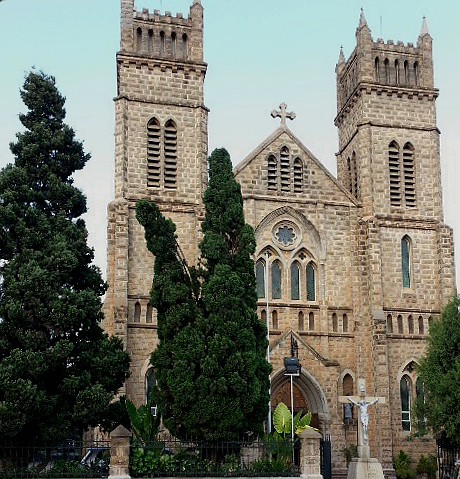
Католицький собор
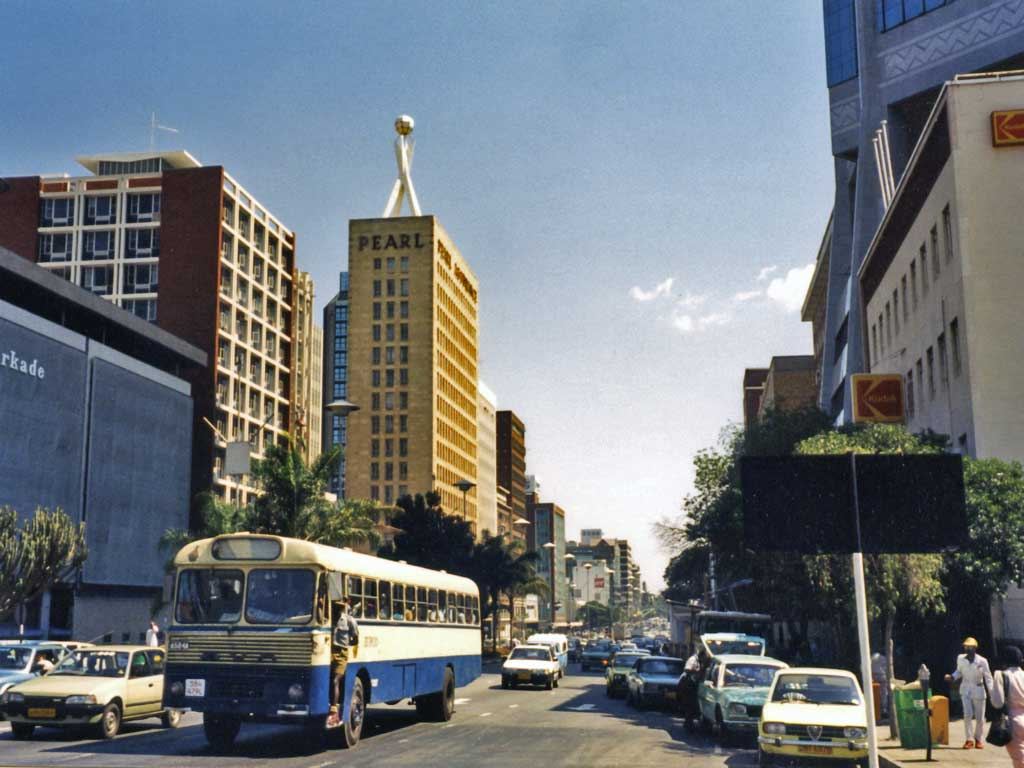
Діловий центр міста
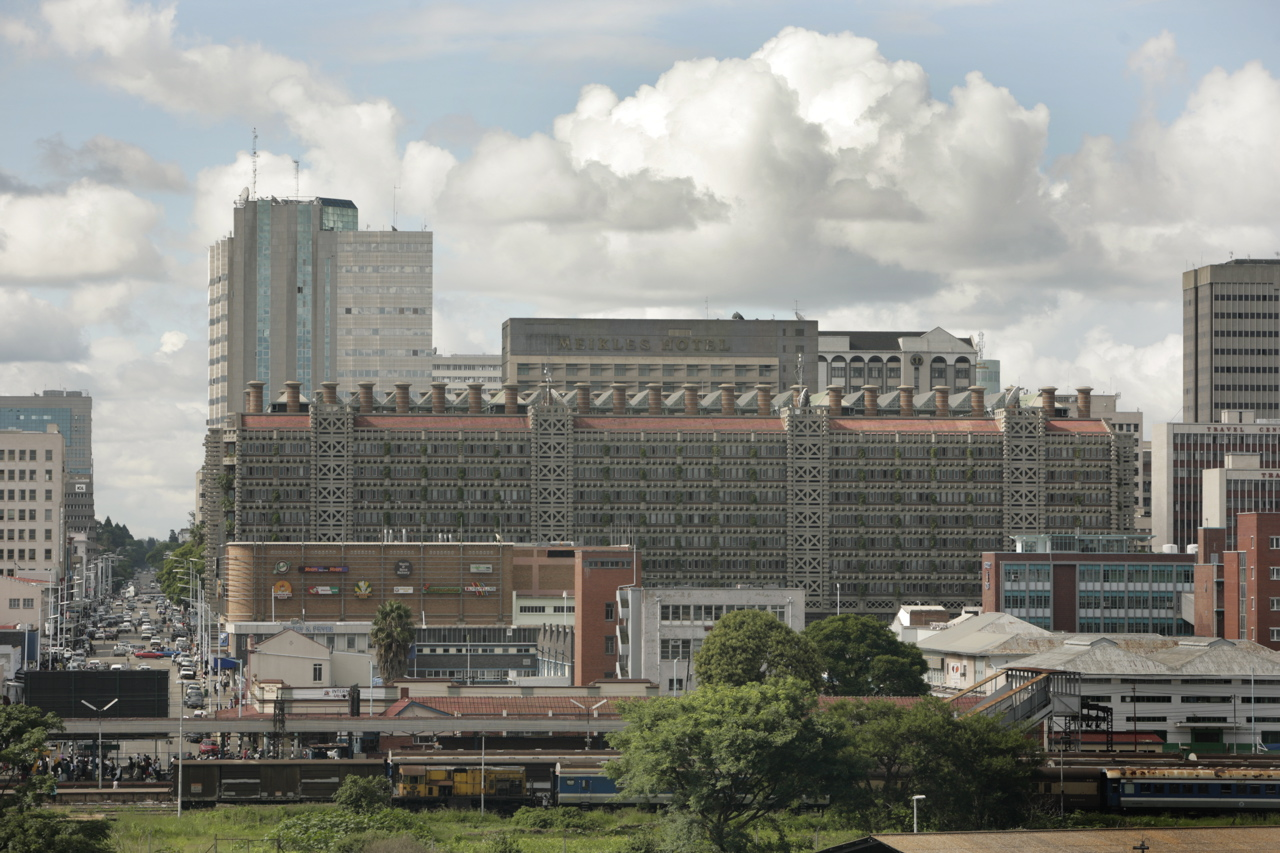
Торговий центр «Eastgate Centre»
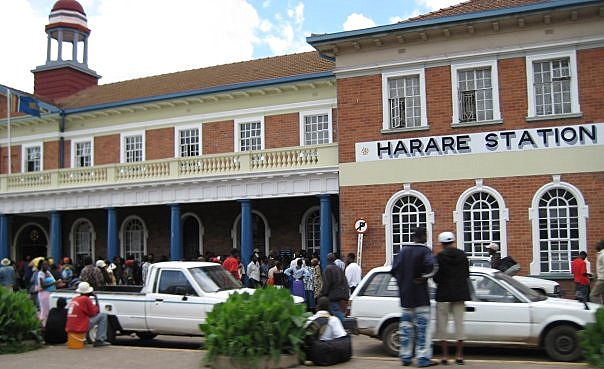
Центральний вокзал
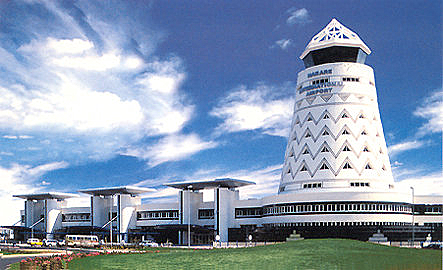
Міжнародний аеропорт